# 日本に落ちてきた男
『日本に落ちてきた男』は、タニザワトモフミの2枚目のオリジナルアルバム。2011年2月23日にバップから発売された。

## 概要
前作『まぼろし時計』から約9ヶ月ぶりのリリースであり、2011年1作目の作品。
初回特典として4トラック目「爽風」が起用された『君に届け 2ND SEASON』のオリジナルステッカーが封入されている。また、竹内修によるライナーノーツが封入されている。
前作とは異なり、シングル曲が一切収録されていない作品である。シングル曲が収録されないアルバムは前々作『オートバイ少年』以来5作目。なお、コンパクト盤を除くと本作が初。
本作を引っ提げて、2011年4月16日に渋谷CLUB QUATTROでワンマンライブ『日本に落ちてきた男の祭典』が開催された。同イベントを音源化したライブ・アルバム『日本に落ちてきた男の祭典 2011-04-16』が同年7月3日からiTunes Music Storeで配信された。
本作発売の1週間前の2011年2月16日には自身の公式サイトで本作に収録されている全楽曲が視聴可能になった。この企画はタニザワ本人による提案から生まれたものである。
5トラック目の「くたばれJ-POP」にはPVが製作されており、タニザワは「撮影はノーカットで行われた為、苦労した。」と語っている。
本作の発売を記念したライブイベント『タワー新宿に落ちてきた男』が2011年3月19日にタワーレコード渋谷店で開催予定であったが、同年3月11日に発生した東日本大震災の影響で中止になった。また、同年2月25日にタワーレコード渋谷店で緊急イベント『タワー渋谷に落ちてきた男』が開催された。内容は本作のタニザワの直筆サインが入ったダイジェストCD『日本に落ちてきた男の"片鱗"」が配布された。なお、同イベントの開催は前日の2月24日に決定した為「緊急イベント」と称されている。

## 批評
リッスンジャパンは、「サイケデリックポップ、ロックなどの多彩なジャンルの曲が収録されているが、全体的にオルタナティヴロックがバックグラウンドである重圧な世界観が展開されている。」と批評した。
CDジャーナルは、「ビートルズ、XTC、初期の10ccを思わせる多彩なサイケポップミュージックサウンド作品。」と批評した。

## 収録曲
（全作詞・作曲：タニザワトモフミ、編曲：石崎光）
1. マインド・ゲーム [3:25]
2. ブッ飛ばすぜ [2:24]
3. コスモ・ガール [3:29]
4. 爽風 [3:50]
  - テレビアニメ『君に届け 2ND SEASON』オープニングテーマ
5. くたばれJ-POP [3:12]
6. まぼろシーン [4:11]
7. 結婚です [4:46]
8. ゆれるだけ [2:52]
9. 君の目で見たい [4:05]
10. OK [2:48]
11. 惑う星 [2:47]
12. ドリーム・ガール、ドリーム・ボーイ [9:41]